# 景文王
景文王（けいぶんおう、845年? - 875年8月12日）は、新羅の第48代の王（在位：861年 - 875年）であり、姓は金、諱は膺廉（ようれん）。父は第43代僖康王の子の啓明阿飡（6等官）、母は光和夫人、王妃は先代の憲安王の娘の寧花夫人。861年1月に憲安王が死去し、王子がいなかったために婿の膺廉を王位に就けよとする遺詔に拠って王位に就いた。

## 治世
唐に対しては、862年7月に使者を派遣して土産物を貢納し、865年4月には懿宗から＜開府儀同三司・検校太尉・使持節・大都督鶏林州諸軍事・上柱国・新羅王＞に冊封された。また、このときには王だけでなく王妃・王太子・大宰相・小宰相へも下賜品があった。869年7月には王子の金胤らを唐に派遣し、馬二頭・砂金百両・銀二百両ほか、様々の進奉を行なった。このときには李同らの学生を金胤に随わせており、唐で学業を修めさせるとともに書物を購入するための費用として銀三百両を李同らに下賜している。翌870年2月には沙飡（8等官）の金因を唐に宿衛させた。874年には僖宗からの宣諭使を受けており、唐との交流は往時の盛んさを回復した。この間、864年4月に日本からも国使を迎えたことが記されているが、日本側の史書には対応する記事は一切ない。
867年5月には王都金城（慶尚北道慶州市）で疫病が流行り、同年8月には洪水が起こった。地方各地でも穀物が実らず、王は各地へ安撫の使者を派遣して慰問に努めた。870年には王都が地震・洪水に見舞われ、その冬には再び疫病が流行ることとなった。873年にも飢餓と疫病が起こり、王は民に穀物を与えて救済したが、政情は安定しなかった。疫病などの厄災と呼応するでもなく王都での貴族層の反乱が相次いだのは、その現われと見える。
866年10月には伊飡（2等官）の允興がその弟の叔興・季興とともに反逆を謀った。事前に発覚して允興らは岱山郡（慶尚北道星州郡）に逃走したが、捕縛されて斬刑に処され、一族が誅滅された。また、868年1月には伊飡の金鋭・金鉉らが反乱を起こして誅殺され。さらに874年5月にも伊飡の近宗が反乱を起こして宮中まで至り、王は近衛兵を派遣して撃破し、逃れた近宗一味を捕らえて車裂きの刑にした。反乱者を捕らえきれない程に統制力の低下していた文聖王の頃から比べると、少しは統制力は回復していたとみられる。
在位15年目の875年7月8日に死去し、景文王と諡された。埋葬地については記されず、王陵比定も不明である。

## 逸話

### 嫁取り
『三国史記』新羅本紀・憲安王紀に拠れば、憲安王の4年（860年）9月、王が臨海殿で群臣と会合をしているとき、王族の膺廉は15歳にして会合に出席しており、前のほうへ座っていた。憲安王が膺廉の志を試すために「善人を見たことがあるか」と問うたところ、膺廉は「身分の高い門閥の子弟であるにもかかわらず人と会うときには末席に在ろうとする人、富裕であるにもかかわらず粗末な着物をきている人、権勢を持っていながら他人に圧力を加えない人、これら3人が善人だったと思います」と答えた。これを聞いた憲安王は膺廉の優れた資質に感激し、王の娘を嫁として与えようと考えた。20歳の姉と19歳の妹のいずれを娶るかを問うたが、膺廉は丁重に礼を述べるだけで姉妹のいずれとも答えずに退去した。膺廉がこのことを父母に相談したところ、父母は「妹の方が器量が良いという噂なので、妹を娶るのがよいだろう」と諭した。決心のつきかねた膺廉は興輪寺の僧に相談したところ、その僧は「姉を娶れば三つの利益があり、妹を娶れば三つの損失があるだろう」と教えた。結局は膺廉は姉妹のいずれかを自ら決めることはせず、憲安王には「王の命に従います」と答え、王は姉（寧花夫人）を降嫁させた。憲安王が亡くなるときに王子がなかったため、王の遺言に従って膺廉は即位した。
即位した景文王は寧花夫人の妹を次妃として迎え入れた。後に興輪寺の僧にあって「姉を娶った場合の三つの利益とは何か」と尋ねたところ、僧は「憲安王の意に適って寵愛を深めたことがその1、その結果、王位を継ぐことができたのがその2、そして器量の優れた妹を娶ることができたことがその3です」と答え、景文王は大笑いした、という。
同様の話が『三国遺事』紀異・景文大王条にも伝わるが、憲安王との会話のあった宴会のときに、膺廉は20歳であったとされている。また、三つの特失を語ったのは範教師というものであり、後日三つの利益の話を聞いた景文王は範教師に大徳の位と金130両を賜った、としている。

### 蛇
『三国遺事』紀異・景文大王条では先の嫁取りの話に続けて、景文王と蛇との話を伝える。
景文王の寝殿には日暮れになると無数の蛇が集まってきた。宮人が気味悪がって蛇を追い払おうとすると、景文王は「私は蛇がいないと安眠できないので、そのままにしておくように」と言い、王の寝るときには蛇が舌を出して王の胸を覆いつくしていた。

### ロバの耳
さらに『三国遺事』紀異・景文大王条にはミダス王の伝説の「王様の耳はロバの耳」の一節に良く似た話を伝えている。
景文王が即位した後、王の耳が急に長くなり、ロバの耳のようになった。妃や宮人は誰も気付かなかったが、唯一、王の帽子を作る職人がこのことに気付いてしまった。職人は誰にもこのことを話さなかったが、死ぬ間際になって道林寺の誰も来ない竹林に行き、竹に向かって「王の耳はロバのようだ」と叫んだ。その後、風が吹くと竹が「王の耳はロバのようだ」と鳴るようになった。これを苦々しく思った王は竹を伐りとって山茱萸を植えさせたところ、風が吹いても「王の耳は長い」とだけ聞こえるようになった。